# Michael Johnson (labdarúgó, 1973)
Michael Owen Johnson (1973. július 4., Nottingham) Angliában született jamaicai labdarúgó, aki a Derby County csapatának a tagja, de jelenleg a Notts Countynál szerepel kölcsönben.

## Pályafutása
Johnson profi karrierje 1991-ben kezdődött a Notts Countynál, majd 1995-ben a Birmingham Cityhez igazolt. Itt 2001-ben pályára léphetett a Liverpool elleni Ligakupa-döntőben.
A Birminghamnél közönségkedvenc volt, a szurkolók ráragasztották a "Varázslatos" becenevet folyamatos remek teljesítménye miatt. Hamar ismertté vált arról, hogy nagyon magasra tud ugrani, amit kamatoztatott is a pontrúgásoknál.
2003-ban a Derby Countyhoz igazolt, ahol szintén hamar megszerették a drukkerek. 2007 szeptemberében kölcsönben a Sheffield Wednesday csapatához került. Decemberben visszament a Derbyhez, ahol a Liverpool elleni visszatérése alkalmával szinte folyamatosan őt ünnepelték a szurkolók.
2008 februárjában a Kosok kölcsönadták őt a Nottsnak, ahol pályafutását kezdte.

## Külső hivatkozások
- Ismertetője a soccerbase.com honlapján